# Kanton Ussel
Der Kanton Ussel ist ein französischer Kanton im Département Corrèze und in der Region Nouvelle-Aquitaine. Er umfasst 11 Gemeinden im Arrondissement Ussel. Bei der landesweiten Neuordnung der französischen Kantone wurde er 2015 neu geschaffen mit Ussel als Hauptort (frz.: bureau centralisateur).

## Gemeinden
Der Kanton besteht aus elf Gemeinden mit insgesamt 11.716 Einwohnern (Stand: 1. Januar 2022) auf einer Gesamtfläche von 243,10 km²:
| Gemeinde              | Einwohner 1. Januar 2022 | Fläche km² | Dichte Einw./km² | Code INSEE | Postleitzahl |
| --------------------- | ------------------------ | ---------- | ---------------- | ---------- | ------------ |
| Aix                   | 367                      | 48,02      | 8                | 19002      | 19200        |
| Couffy-sur-Sarsonne   | 71                       | 14,05      | 5                | 19064      | 19340        |
| Courteix              | 64                       | 10,09      | 6                | 19065      | 19340        |
| Eygurande             | 684                      | 34,37      | 20               | 19080      | 19340        |
| Feyt                  | 112                      | 19,56      | 6                | 19083      | 19340        |
| Lamazière-Haute       | 66                       | 15,31      | 4                | 19103      | 19340        |
| Laroche-près-Feyt     | 79                       | 17,24      | 5                | 19108      | 19340        |
| Merlines              | 726                      | 14,07      | 52               | 19134      | 19340        |
| Monestier-Merlines    | 292                      | 9,48       | 31               | 19141      | 19340        |
| Saint-Pardoux-le-Neuf | 81                       | 10,54      | 8                | 19232      | 19200        |
| Ussel                 | 9.174                    | 50,37      | 182              | 19275      | 19200        |
| Kanton Ussel          | 11.716                   | 243,10     | 48               | 1917       | –            |

## Politik
| Vertreter im Departementrat | Vertreter im Departementrat                     | Vertreter im Departementrat |
| Amtszeit                    | Namen                                           | Partei                      |
| --------------------------- | ----------------------------------------------- | --------------------------- |
| 2015–                       | Christophe Arfeuillere Marilou Padilla-ratelade | UMP                         |